# 9月9日
9月9日はグレゴリオ暦で年始から252日目（閏年では253日目）にあたり年末まであと113日ある。

## 出来事

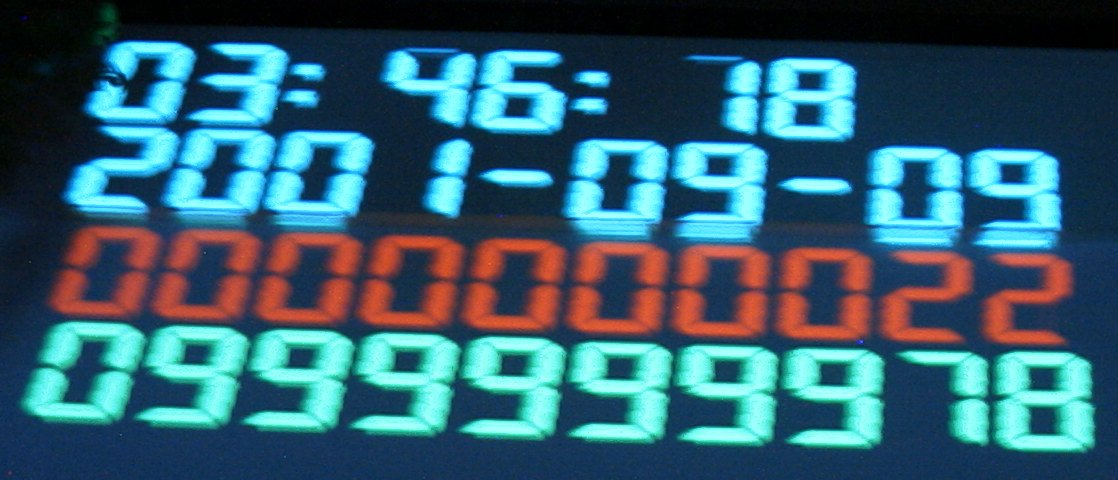
UNIX時間が10桁となることに伴う2001年9月9日問題が発生

- 587年（崇峻天皇元年8月2日） - 第32代天皇・崇峻天皇が即位。
- 701年（大宝元年8月3日） - 大宝律令が完成[1]。
- 999年（長保元年7月27日） - 長保元年令が発令される。
- 1513年 - カンブレー同盟戦争: フロドゥンの戦い（英語版）。スコットランド王ジェームズ4世がノーフォーク公に敗れ戦死。

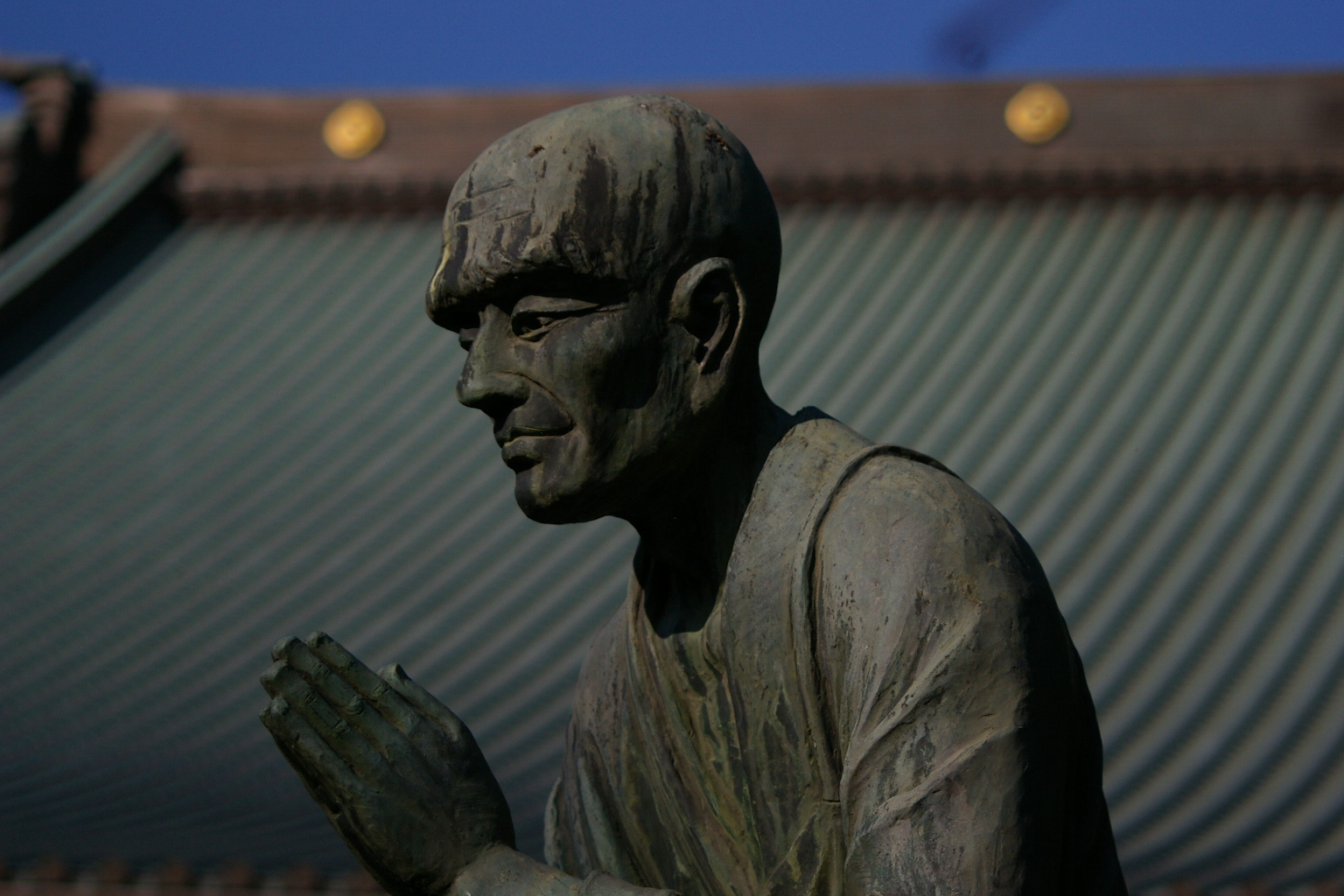
時宗の開祖一遍(1239-1289)

- 1543年 - 生後9か月のスコットランド女王メアリーが戴冠。
- 1547年（天文16年7月24日） - 小田井原の戦いがはじまる。
- 1615年（元和元年7月17日） - 江戸幕府が禁中並公家諸法度を発布する。
- 1720年（享保5年8月7日） - 江戸幕府が江戸町火消を「いろは47組」に再編成。
- 1739年 - ストーノ暴動（英語版）。アメリカ・サウスカロライナ植民地の黒人奴隷集団がストーノで武器を奪ってフロリダに向けて出発し、道中で白人を殺害。
- 1791年 - ポトマック川北岸に建設されたアメリカ合衆国の首都がワシントン大統領に敬意を表してワシントン市と命名される。
- 1850年 - 1850年協定: テキサス州が領有を主張する土地を手放す代わりに1000万ドルを受け取る。カリフォルニアが州に昇格して、アメリカ合衆国31番目の州になる。ユタ準州が成立する。
- 1871年 - 江戸城本丸跡に午砲台が設置。毎日正午に午砲が鳴らされることとなった（1929年4月30日まで）[2]。
- 1884年 - エリック・サティが処女作品『アレグロ』を完成させる。
- 1886年 - スイスのベルンで文学的及び美術的著作物の保護に関するベルヌ条約が成立[3]。

1850年協定、テキサス州が1000万ドルで領土（図の"claim"）を得る。

文学的及び美術的著作物の保護に関するベルヌ条約(1886)。画像は2009年現在の加盟国

- 1892年 - エドワード・エマーソン・バーナードが木星の衛星アマルテアを発見する[4]。
- 1922年 - 希土戦争: トルコ軍がギリシャのイズミルを占領。
- 1923年 - ムスタファ・ケマルが共和人民党を創設。
- 1927年 - 秋収起義起こる。
- 1934年 - 石川県大聖寺町で大火。約340戸の家屋が全半焼したほか町役場、小学校、裁判所出張所なども焼失した[5]。
- 1939年 - ポーランド侵攻: 第2次ビドゴシチ住民殺害事件が起こる。
- 1939年 - ポーランド侵攻: ブズラの戦い（英語版）はじまる。
- 1942年 - 第二次世界大戦: アメリカ本土空襲。日本軍がオレゴン州の森林部に2個の焼夷弾を投下し森林部を延焼。
- 1944年 - ブルガリアのクーデター (1944)（英語版）: ブルガリアでクーデターが起こり枢軸国から離脱する。
- 1945年 - 日中戦争: 中国大陸の支那派遣軍総司令官岡村寧次大将が南京で降伏文書に署名し無条件降伏。日中戦争が終結。
- 1948年 - ソ連による朝鮮の占領が終了し、朝鮮民主主義人民共和国（北朝鮮）が成立。
- 1949年 - カナディアン航空機爆破事件が起こる。
- 1950年 - 鳴尾事件が起こる。
- 1956年 - エルヴィス・プレスリーがエド・サリヴァン・ショーに初出演し、視聴率82.6 %を記録する。
- 1961年 - アメリカ海軍のミサイル巡洋艦「ロングビーチ」が竣工する。
- 1964年 - 池田勇人首相が喉頭癌の治療のため国立がんセンターに入院。10月25日に退陣を表明。
- 1965年 - アメリカ合衆国住宅都市開発省設立。
- 1965年 - ドイツ連邦軍へのレオパルト1戦車の配備がはじまる。
- 1971年 - アッティカ刑務所暴動が発生する。
- 1975年 - 旧宇宙開発事業団（NASDA）初の人工衛星・技術試験衛星「きく1号」を打上げ[6]。
- 1977年 - 北京の天安門広場に毛主席紀念堂が竣工する。
- 1982年 - 長沼ナイキ訴訟で、最高裁が原告住民の上告を棄却。
- 1987年 - 首都高速川口線・江北JCT - 川口JCT、東北自動車道・川口JCT - 浦和ICが開通。東北自動車道が全線開通し、青森から八代までの約2000kmが高速道路でつながる。
- 1988年 - 篠崎ポンプ所女性バラバラ身元不明殺人事件が、被害者の遺体発見により発覚する。
- 1991年 - タジキスタンがソビエト連邦から独立。
- 1993年 - パレスチナ解放機構 (PLO) がイスラエル国を公式に承認。翌日、イスラエルもPLOを承認。
- 1996年 - 柴又三丁目女子大生殺人発生[7]。
- 1997年 - 北朝鮮で金日成の生年1912年を紀元とする主体年号の使用を開始。
- 2001年 - アフガニスタン・北部同盟の指導者アフメッド・シャー・マスードが暗殺される。
- 2001年 - 2001年9月9日問題。コンピュータ内部で使用している1970年1月1日0時からの経過秒数（UNIX時間）が10桁になり、一部のシステムで障害が出る。
- 2004年 - 豊明母子4人殺害事件: 愛知県豊明市沓掛町の民家で母子4人が殺害され、家が放火される事件が発生。発生19年後の2023年9月時点でも未解決となっている。
- 2007年 - スカンジナビア航空1209便胴体着陸事故が起こる。
- 2009年 - アエロメヒコ航空576便ハイジャック事件が起こる。
- 2015年 - 関東・東北豪雨が起きる[8]。
- 2016年 - 北朝鮮が核実験を強行[9]。
- 2017年 - 桐生祥秀が、日本選手で初めて100m走の10秒の壁を破る9秒98を記録[10]。
- 2019年 - 千葉県に上陸した台風15号が、記録的な暴風などで8万2000棟を超える住宅に被害を及ぼし、12人がこの台風に関連して死亡した[11]。
- 2020年 - 地方銀行などに預けられていた預金が、NTTドコモの電子決済サービス「ドコモ口座」を使って不正に引き出されていた問題で、NTTドコモが、ドコモ口座の新規登録を停止すると発表[12]。

## 誕生日

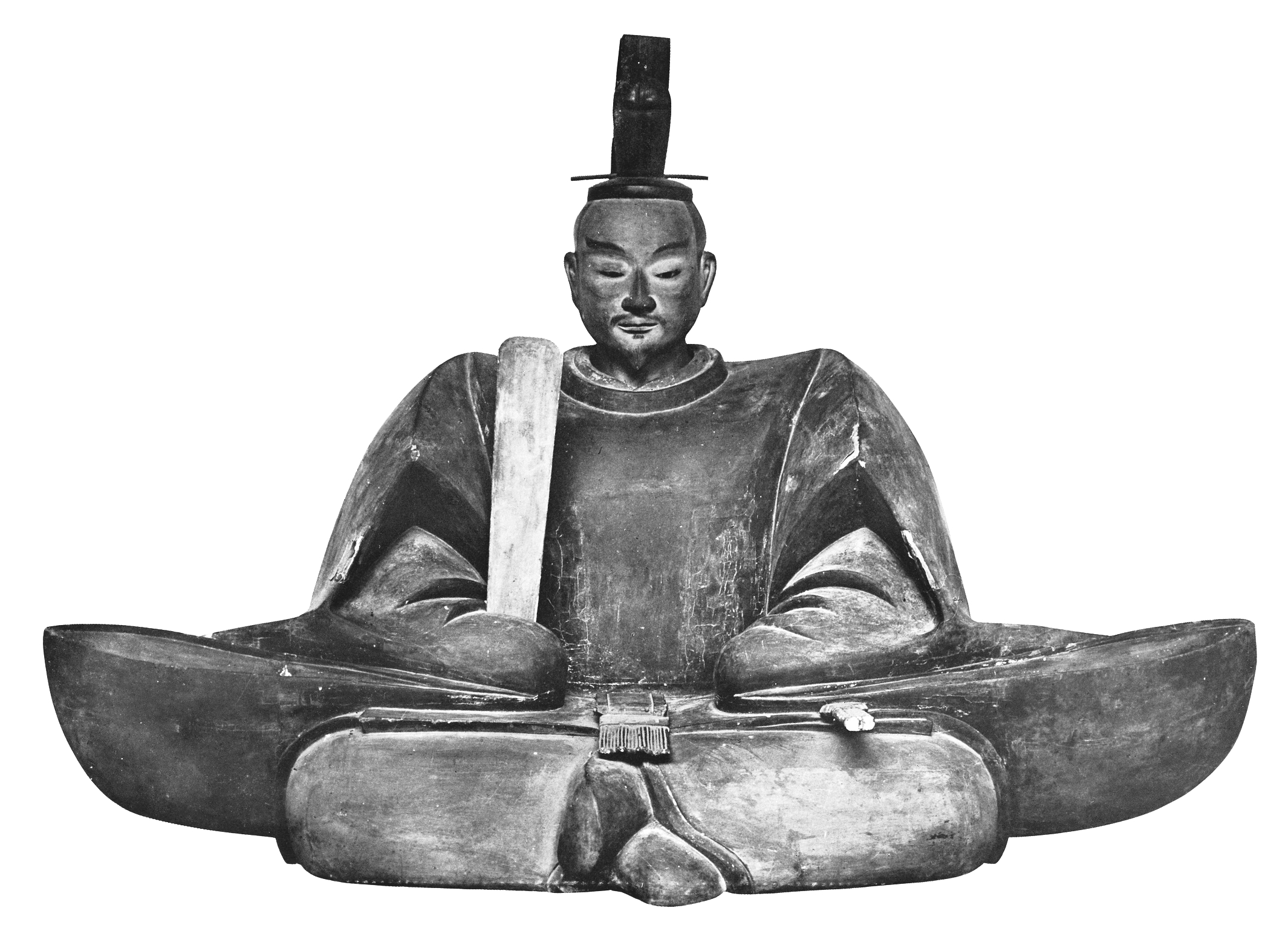
室町幕府第10代将軍、足利義稙(1466-1523)

- 384年 - ホノリウス、西ローマ皇帝（+ 423年）
- 1466年（文正元年7月30日） - 足利義稙（義材）、室町幕府第10代将軍（+ 1523年）
- 1585年 - リシュリュー[13]、フランス宰相（+ 1642年）
- 1618年 - ジョアン・セレロールス、作曲家、ベネディクト会修道士（+ 1676年）
- 1704年 （宝永元年8月11日）- 酒井忠寄、庄内藩第5代藩主 （+ 1766年）
- 1737年 - ルイージ・ガルヴァーニ、医学者、物理学者（+ 1798年）
- 1751年（宝暦元年7月20日） - 上杉鷹山[14]、大名、米沢藩第9代藩主（+ 1822年）
- 1778年 - クレメンス・ブレンターノ、小説家、詩人（+ 1842年）
- 1825年 （文政8年7月27日）- 佐竹義堯、久保田藩第12代藩主・侯爵 （+ 1884年）
- 1828年 - レフ・トルストイ、小説家（+ 1910年）
- 1850年 （嘉永3年8月4日）- 中川久成、岡藩第13代藩主・伯爵 （+ 1897年）
- 1854年（嘉永7年閏7月17日） - 山川健次郎、教育者（+ 1931年）
- 1857年 - アブナー・ダルリンプル、元プロ野球選手（+ 1939年）
- 1866年 - ロジャー・フライ、画家、芸術批評家（+ 1934年）
- 1877年 - フランク・チャンス、元プロ野球選手（+ 1924年）
- 1878年 - セルヒオ・オスメニャ、第4代フィリピン大統領（+ 1961年）
- 1878年 - 酒井田柿右衛門〈12代目〉、陶芸家（+ 1963年）
- 1886年 - ドッツ・ミラー、プロ野球選手（+ 1923年）
- 1890年 - カーネル・サンダース、ケンタッキーフライドチキン創業者（+ 1980年）
- 1898年 - フランキー・フリッシュ、元プロ野球選手（+ 1973年）
- 1899年 - ウェイト・ホイト、元プロ野球選手（+ 1984年）
- 1901年 - 小熊秀雄、詩人、小説家、漫画原作者、画家（+ 1940年）
- 1902年 - 坪井忠二、地球物理学者（+ 1982年）
- 1909年 - 雍仁親王妃勢津子、皇族（+ 1995年）
- 1911年 - 吉村公三郎、映画監督（+ 2000年）
- 1914年 - 金子裕、元プロ野球選手（+ 没年不明）
- 1915年 - 塩田剛三、武道家、養神館合気道開祖（+ 1994年）
- 1917年 - 比留木虎雄、元プロ野球選手
- 1917年 - 釣常雄、元プロ野球選手（+ 1996年）
- 1918年 - 高橋圭三、アナウンサー、政治家（+ 2002年）
- 1922年 - 森雅功、元プロ野球選手（+ 没年不詳）
- 1923年 - 岩河三郎、作曲家（+ 2013年）
- 1924年 - 永井陽之助、政治学者（+ 2008年）
- 1924年 - 荻島秀夫、元プロ野球選手（+ 2012年）
- 1924年 - 渡辺一衛、元プロ野球選手
- 1927年 - エルヴィン・ジョーンズ、ジャズ・ドラマー（+ 2004年）
- 1928年 - ソル・ルウィット、美術家（+ 2007年）
- 1932年 - 小室直樹、政治学者、社会学者（+ 2010年）
- 1933年 - 若林克彦、発明家、実業家（+ 2024年）
- 1934年 - 小中陽太郎、作家、評論家（+ 2024年）
- 1935年 - 平井道子[15]、女優、声優（+ 1984年）
- 1935年 - 兼田敏、作曲家（+ 2002年）
- 1935年 - 小川滋夫、元プロ野球選手
- 1936年 - 村上陽一郎、科学史家、科学哲学者、東京大学名誉教授、 国際基督教大学教授
- 1940年 - 大平義博、アルペンスキー選手
- 1941年 - ゆうき哲也、俳優、お笑いタレント（元チャンバラトリオ）（+ 2021年）
- 1941年 - 安田祥子、声楽家、童謡歌手
- 1941年 - オーティス・レディング、ソウル・ミュージシャン（+ 1967年）
- 1945年 - 福岡政行、政治学者
- 1946年 - 谷隼人、俳優
- 1946年 - 寺本建雄、作曲家
- 1947年 - 弘兼憲史、漫画家
- 1947年 - 本田明彦、実業家
- 1947年 - 道浦母都子、歌人
- 1949年 - ジェイムズ・バーンズ、作曲家
- 1949年 - ジョン・カリー、フィギュアスケート選手（+ 1994年）
- 1951年 - 太田秀和、実業家
- 1951年 - 岡持和彦、元プロ野球選手
- 1952年 - マニュエル・ゲッチング、ミュージシャン
- 1952年 - デイヴ・スチュワート、シンガーソングライター、ギタリスト、音楽プロデューサー
- 1952年 - 服部誠、元陸上競技選手
- 1955年 - 倉本昌弘、プロゴルファー
- 1956年 - 村上之宏、元プロ野球選手
- 1956年 - 和田源二、元アナウンサー
- 1957年 - ピエール＝ローラン・エマール、ピアニスト
- 1958年 - 長江英和、俳優
- 1959年 - 宮本賢治、元プロ野球選手
- 1959年 - JOJO広重、ギタリスト（非常階段）
- 1960年 - 梅原克文、小説家
- 1960年 - ヒュー・グラント、俳優
- 1960年 - アルビン・デービス、元プロ野球選手
- 1961年 - 斧アツシ、声優
- 1962年 - 小林俊行、数学者
- 1962年 - 高杢禎彦、俳優、タレント （元チェッカーズ）
- 1962年 - 瀧本寛、文部科学官僚
- 1964年 - 柴山薫、漫画家（+ 2007年）
- 1965年 - 有賀さつき、フリーアナウンサー（+ 2018年[16]）
- 1965年 - 林哲雄、元プロ野球選手
- 1965年 - 中沢慶子、元AV女優
- 1965年 - キンバリー・ヤング、心理学者（＋ 2019年）
- 1966年 - アダム・サンドラー、俳優
- 1966年 - トミー・ゲレロ、スケートボーダー、ミュージシャン
- 1967年 - 有賀照人、漫画家
- 1967年 - 坂本慎太郎、ミュージシャン（元ゆらゆら帝国）
- 1967年 - 小森哲也、元プロ野球選手
- 1967年 - 樋口一紀、元プロ野球選手
- 1968年 - 山本志保、アナウンサー
- 1969年 - 野林大樹、元プロ野球選手
- 1970年 - 中山祐一朗、俳優
- 1970年 - 東野智弥、バスケットボール指導者
- 1970年 - サシャ・ピート、音楽プロデューサー、ギタリスト
- 1970年 - ダン・ミセリ、元プロ野球選手
- 1971年 - TAKUYA、ミュージシャン（元JUDY AND MARY）
- 1971年 - ロビンソン・チェコ、元プロ野球選手
- 1971年 - グルクンマスク、プロレスラー
- 1972年 - 重松朋、声優
- 1972年 - マイク・ハンプトン、元プロ野球選手
- 1973年 - 石井一久、元プロ野球選手、GM、監督
- 1974年 - 葛西純、プロレスラー
- 1975年 - SILVA、シンガーソングライター
- 1975年 - まゑだコーキ、演出家
- 1975年 - ショーン・ニコルス、俳優、タレント
- 1975年 - 清水章夫、元プロ野球選手
- 1975年 - マイケル・ブーブレ、歌手
- 1975年 - 萩原多賀彦、元プロ野球選手
- 1975年 - ドロタ・シュデク、フィギュアスケート選手
- 1976年 - 泉和良、小説家、音楽家・ボカロP（ジェバンニP）、ゲーム作家（ジスカルド）、お笑い芸人（泉アナザーワールド）
- 1976年 - 松風雅也、俳優、声優
- 1976年 - 牧島有希、声優
- 1977年 - 坪倉由幸、お笑いタレント（我が家）
- 1977年 - 堤下敦、お笑いタレント（インパルス）
- 1977年 - アンディ・アティング、元プロ野球選手
- 1978年 - 和田三四郎、俳優
- 1978年 - 坪谷隆寛、俳優
- 1980年 - 酒井若菜、女優、タレント
- 1981年 - 斉藤彩、アナウンサー、ナレーター
- 1980年 - ミシェル・ウィリアムズ、女優
- 1981年 - 川島亮、元プロ野球選手
- 1981年 - 李承浩、元プロ野球選手
- 1982年 - 大塚愛、シンガーソングライター
- 1983年 - 吉田結威、ミュージシャン（吉田山田）
- 1983年 - キム・ジョンファ、女優
- 1983年 - 金城大和、俳優、声優
- 1983年 ‐ 大関隼、アナウンサー
- 1983年 - アレックス・ロメロ、プロ野球選手
- 1983年 - カイル・デイビーズ、プロ野球選手
- 1984年 - 菊地正法、元プロ野球選手
- 1984年 - samfree、音楽家・ボカロP（+ 2015年）
- 1984年 - 谷桃子、元グラビアアイドル、元タレント
- 1984年 - ブラッド・グザン、サッカー選手
- 1984年 - ブレット・ピル、元プロ野球選手
- 1984年 - 山木正博、野球選手
- 1985年 - たしろさやか、グラビアアイドル
- 1985年 - J・R・スミス、プロバスケットボール選手
- 1985年 - 篠宮沙絵子、声優
- 1985年 - 山中浩史、元プロ野球選手
- 1985年 - ルカ・モドリッチ、サッカー選手
- 1986年 - 小澤絵理菜、タレント
- 1986年 - クルト・スミス、プロ野球選手
- 1986年 - マイケル・ボウデン、プロ野球選手
- 1986年 - 室谷香菜子、アナウンサー
- 1986年 - ジャゾン・ラミー＝シャプイ、スキー選手
- 1987年 - 井端珠里、女優
- 1987年 - 美意識タカシ、お笑いタレント（メタルラック）
- 1987年 - ユージ、タレント、ファッションモデル
- 1987年 - クエンティン・デクーバ、プロ野球選手
- 1987年 - アレクサンドル・ソング、サッカー選手
- 1987年 - 佐々木左之介、プロボクサー、歌手、俳優
- 1988年 - 加隈亜衣、声優
- 1988年 - 清水理沙、女優、声優
- 1988年 - 下野佐和子、元プロレスラー
- 1988年 - 中村静香、女優
- 1988年 - ウィル・ミドルブルックス、元プロ野球選手
- 1988年 - ミリアン・サムソン、フィギュアスケート選手
- 1989年 - アンソニー・ラナウド、元プロ野球選手
- 1990年 - 石崎剛、元プロ野球選手
- 1991年 - オスカル、サッカー選手
- 1991年 - 中田和伸、お笑いタレント（さすらいラビー）
- 1992年 - 飯田友子、声優
- 1992年 - 柴田平美、アナウンサー
- 1992年 - 宮城夏実、ファッションモデル
- 1992年 - 山﨑福也、プロ野球選手
- 1992年 - 渡辺はるか、声優
- 1993年 - 王柏融、プロ野球選手
- 1993年 - 加藤凌平、体操選手
- 1994年 - 高橋花林、声優
- 1994年 - 遠藤元一、サッカー選手
- 1994年 - 堀米悠斗、サッカー選手
- 1994年 - 豊川雄太、サッカー選手
- 1994年 - 木乃伊みさと、アイドル（ゑんら）
- 1994年 - 坂本光士郎、プロ野球選手
- 1994年 - 人里茂樹、プロアイスホッケー選手
- 1994年 - サンデイ・ロペス、サッカー選手
- 1995年 - 三田麻央、タレント（元NMB48）
- 1995年 - 小園凌央、俳優
- 1995年 - 田代明、女優、ソプラノ歌手
- 1995年 - 畝章真、元プロ野球選手
- 1996年 - 秋元瑠海、アイドル（callme）
- 1996年 - 荒井健太郎、俳優、タレント
- 1997年 - 日向ななみ、女優
- 1997年 - 夏目愛海、女優
- 1997年 - 宮前杏実、女優、アイドル（元SKE48）
- 1997年 - 渡辺健史、元プロ野球選手
- 1997年 - ユビン、歌手、ダンサー（OH MY GIRL）
- 1997年 - 影島亜美、アナウンサー
- 1998年 ‐ 坂元葉月、アイドル（元わーすた）
- 1998年 - 小沢光葵、アナウンサー
- 1999年 - 会沢紗弥、声優、歌手
- 1999年 - 龍、パフォーマー（THE RAMPAGE from EXILE TRIBE）
- 2000年 - キム・ジュンギュ、アイドル（TREASURE）
- 2001年 - 甲斐碧海、サッカー選手
- 2002年 - ソン・ドンピョ、アイドル（MIRAE、元X1）
- 生年不詳 - 亜波智子[17]、声優
- 生年不詳 - 佐々木啓夫[18]、声優
- 生年不詳 - 佳穂成美[19]、声優

## 忌日
- 1000年 - オーラヴ1世、ノルウェー王（* 960年代）
- 1087年 - ウィリアム征服王、イングランドのノルマン朝の開祖 （* 1027年）
- 1289年（正応2年8月23日） - 一遍、僧、時宗開祖（* 1239年）
- 1487年（成化23年8月22日） - 成化帝、明の第9代皇帝（* 1447年）
- 1513年 - ジェームズ4世、スコットランド王（* 1473年）
- 1569年 - ピーテル・ブリューゲル、画家（* 1525年頃）
- 1596年 - アンナ、ポーランド女王（* 1523年）
- 1606年 - レオンハルト・レヒナー、作曲家（* 1553年）
- 1612年（慶長17年8月14日） - 中川秀成、戦国武将、岡藩主（* 1570年）
- 1684年 - ヤーコプ・トマジウス、哲学者、法学者（* 1622年）
- 1691年（元禄4年8月17日） - 熊沢蕃山、陽明学者（* 1619年）
- 1693年（元禄6年8月10日） - 井原西鶴、浮世草子・人形浄瑠璃作家（* 1642年）
- 1734年（享保19年8月12日） - 室鳩巣、儒学者（* 1658年）
- 1741年（寛保元年7月30日） - 色部安長、米沢藩江戸家老（* 1664年）
- 1770年 - ベルンハルト・ジークフリート・アルビヌス、解剖学者、医師（* 1697年）
- 1770年 - ゲオルク・エーレット、植物学者、植物画家、昆虫学者（* 1708年）
- 1801年 - ロバート・イェーツ、政治家（* 1738年）
- 1806年 - ウィリアム・パターソン、アメリカ合衆国憲法署名者（* 1745年）
- 1809年 - アウグスト・シュレーツァー、歴史学者（* 1735年）
- 1815年 - ジョン・シングルトン・コプリー、画家 （* 1737年）
- 1832年 - ベルンハルト・クライン、作曲家（* 1793年）
- 1834年 - ジェームズ・ウェッデル（英語版）、航海士、アザラシ猟師（* 1787年）
- 1841年 - オーギュスタン・ピラミュ・ドゥ・カンドール、植物学者（* 1778年）
- 1893年 - フリードリヒ・トラウゴット・キュッツインク、植物学者（* 1807年）
- 1896年 - ルイージ・パルミエーリ（英語版）、物理学者、気象学者（* 1807年）
- 1898年 - ステファヌ・マラルメ、詩人（* 1842年）
- 1901年 - アンドレアス・フランツ・ヴィルヘルム・シンパー、植物学者（* 1856年）
- 1901年 - アンリ・ド・トゥールーズ＝ロートレック、画家（* 1864年）
- 1909年 - エドワード・ヘンリー・ハリマン、鉄道実業家、ハリマン財閥創始者（* 1848年）
- 1915年 - アルバート・スポルディング、プロ野球選手、スポルディング創業者（* 1850年）
- 1917年 - マッジ・サイアーズ、フィギュアスケーター、1908年ロンドンオリンピック金メダリスト（* 1881年）
- 1928年 - アーバン・ショッカー、プロ野球選手（* 1890年）
- 1931年 - ルヨ・ブレンターノ、経済学者（* 1844年）
- 1934年 - ロジャー・フライ、画家、芸術批評家（* 1866年）
- 1941年 - ハンス・シュペーマン、発生学者（* 1869年）
- 1945年 - 松井茂、官僚、政治家、法学博士（* 1866年）
- 1947年 - ヴィクトール・オルタ、建築家（* 1861年）
- 1948年 - 伊達順之助、馬賊（* 1892年）
- 1955年 - 菊池契月、日本画家（* 1879年）
- 1960年 - ユッシ・ビョルリング、テノール歌手（* 1911年）
- 1966年 - 清水康雄[20]、実業家、元清水組（現清水建設）社長（* 1901年）
- 1969年 - 安藤鶴夫、小説家、随筆家（* 1908年）
- 1972年 - 岡田完二郎、実業家、元古河鉱業社長・宇部興産（現UBE）副社長・富士通社長 （* 1891年）
- 1973年 - セルゲイ・トゥマーンスキー、航空エンジニア（* 1901年）
- 1976年 - 毛沢東、政治家、軍人、思想家、中国共産党初代主席、中華人民共和国初代国家主席 （* 1893年）
- 1976年 - 橋本正之、政治家、元山口県知事（* 1912年）
- 1977年 - ケネス・オドネル、アメリカ合衆国大統領ジョン・F・ケネディの補佐官（* 1924年）
- 1978年 - 阿部薫、サックス奏者（* 1949年）
- 1981年 - ジャック・ラカン、精神科医、精神分析家（* 1901年）
- 1981年 - サンドラ・ティリー（英語版）、歌手（* 1945年または1946年）
- 1983年 - ルイス・モンティ、サッカー選手（* 1901年）
- 1984年 - ユルマズ・ギュネイ、映画監督（* 1937年）
- 1985年 - アントニーノ・ヴォットー、指揮者（* 1896年）
- 1985年 - 竹岡信幸、作曲家（* 1907年）
- 1985年 - ポール・フローリー、化学者（* 1910年）
- 1986年 - マグダ・タリアフェロ、ピアニスト（* 1893年）
- 1987年 - グンナル・デ・フルメリー、作曲家（* 1908年）
- 1988年 - 山根寛作、実業家、元中国電力社長（* 1905年）
- 1989年 - 井上幸治、西洋史学者（* 1910年）
- 1990年 - サミュエル・ドウ、政治家、リベリア大統領（* 1951年）
- 1994年 - パトリック・オニール、俳優（* 1927年）
- 1995年 - 朝海浩一郎、外交官（* 1906年）
- 1995年 - 高木彬光、推理作家（* 1920年）
- 1995年 - グレート金山、プロボクサー、第54代日本バンタム級王者（* 1963年）
- 1996年 - ロバート・ニスベット、社会学者、歴史家（* 1913年）
- 1996年 - ビル・モンロー、音楽家（* 1911年）
- 1997年 - バージェス・メレディス、俳優（* 1908年）
- 1997年 - リッチー・アシュバーン、プロ野球選手（* 1927年）
- 1998年 - ルーチョ・バッティスティ（英語版）、シンガーソングライター、作曲家（* 1943年）
- 1999年 - ルース・ローマン、女優（* 1922年）
- 1999年 - キャットフィッシュ・ハンター、プロ野球選手（* 1946年）
- 1999年 - 広瀬宰、元プロ野球選手（* 1947年）
- 2000年 - ハーバート・フリードマン、物理学者、X線天文学者（* 1916年）
- 2000年 - 福谷たかし、漫画家（* 1952年）
- 2001年 - アフマド・シャー・マスード、アフガニスタンの軍事指導者（* 1953年）
- 2001年 - 相米慎二、映画監督（* 1948年）
- 2002年 - ジェフリー・ダマー、電子技術者、コンサルタント（* 1909年）
- 2002年 - 飯田庸太郎、実業家、元三菱重工業社長・会長（* 1920年）
- 2002年 - 天木一太、内科学者、日本大学名誉教授、元東京都赤十字血液センター長（* 1921年）
- 2002年 - 石川武男、農学者（* 1921年）
- 2003年 - エドワード・テラー、核物理学者（* 1908年）
- 2004年 - 伊藤彦造、画家、イラストレーター（* 1904年）
- 2004年 - 大橋棣、元プロ野球選手（* 1910年）
- 2004年 - 青木正一、元プロ野球選手（* 1917年）
- 2004年 - アーニー・ボール、実業家、ギタリスト（* 1930年）
- 2004年 - ケイトリン・クラーク（英語版）、女優（* 1952年）
- 2005年 - ジュリアーノ・ボンファンテ、言語学者（* 1904年）
- 2005年 - 渋谷邦彦、政治家（* 1924年）
- 2005年 - 柴田喜代子、声楽家、ソプラノ歌手（* 1924年）
- 2006年 - アルカジー・ヴォリスキー、ロシア産業企業家同盟会長（* 1932年）
- 2007年 - 大平山濤、書家（* 1916年）
- 2008年 - 日野てる子、歌手（* 1945年）
- 2008年 - 草柳文恵、ニュースキャスター、随筆家（* 1954年）
- 2010年 - フランク・ワンラス、電子技術者（* 1933年）
- 2010年 - ベント・ラーセン、チェスプレーヤー（* 1935年）
- 2011年 - 久万俊二郎、実業家、阪神電気鉄道元会長、阪神タイガース元オーナー（* 1921年）
- 2011年 - 柳家さん助 (2代目)、落語家（* 1926年）
- 2011年 - 高井真理子、元アナウンサー、NPO法人代表者（* 1968年）
- 2012年 - 田原隆、政治家、第54代法務大臣（* 1925年）
- 2012年 - 舘石昭、水中写真家、株式会社水中造形センター会長（* 1930年）
- 2012年 - 会田由来、女優（* 1944年）
- 2013年 - 亀井三郎、声優（* 1938年）
- 2014年 - 井上和子、官僚、元宮内庁女官長（* 1927年）
- 2014年 - 石栗一民[21]、実業家、元日本ユニシス社長、元三井物産副社長（* 1928年）
- 2014年 - エミリオ・ボティン、銀行家、サンタンデール銀行会長（* 1934年）
- 2016年 - 加藤紘一[22]、政治家、元自由民主党衆議院議員、元自由民主党幹事長、第54代内閣官房長官（* 1939年）
- 2016年 - 阿部勝征、地震学者、東京大学名誉教授（* 1944年）
- 2016年 - 新井靖志、サクソフォーン奏者（トルヴェール・クヮルテット）（* 1965年）
- 2017年 - 野村雅一、文化人類学者、国立民族学博物館名誉教授（* 1942年）
- 2018年 - 日高啓、実業家、元高島屋社長（* 1924年）
- 2019年 - ロバート・フランク[23]、写真家（* 1924年）
- 2019年 - 古田徳昌、実業家、元マツダ・サンフレッチェ広島社長（* 1928年）
- 2020年 - 村田安穂、歴史学者、早稲田大学名誉教授（* 1934年）
- 2020年 - アラン・ミンター、元プロボクサー、元WBA・WBC世界ミドル級統一王者（* 1951年）
- 2020年 - パトリック・ダヴァン、指揮者（* 1962年）
- 2021年 - 菅原雅、政治家、元宮城県気仙沼市長（* 1931年）
- 2021年 - 毛利秀高[24]、言語学者、青山学院大学名誉教授（* 1933年）
- 2022年 - 上田幹藏、スーパーセンテナリアン（* 1910年）
- 2022年 - トレヴァー・トムキンス、ジャズ・ドラマー（* 1941年）
- 2023年 - マンゴスツ・ブテレジ、政治家、元南アフリカ内務相、インカタ自由党党首（* 1928年）
- 2023年 - 平野光泰、元プロ野球選手（* 1949年）
- 2024年 - ジェームズ・アール・ジョーンズ、俳優、声優（* 1931年）
- 2024年 - 石川祝男、ゲームクリエイター（* 1955年）
- 2024年 - 小林邦昭、プロレスラー（* 1956年）

## 記念日・年中行事
- 片貝まつり（ 日本）
- 毎年9月9,10日に行われる新潟県小千谷市片貝町にある浅原神社の秋季例大祭の俗称。世界最大級の大きさである「正三尺玉」や「正四尺玉」（ギネスブックにも掲載されている）を日本で最初に打ち上げたことで有名であり、日本で唯一の「真昼の正三尺玉」も打ち上げられ大玉が打ち上げられることで各方面に知られている。

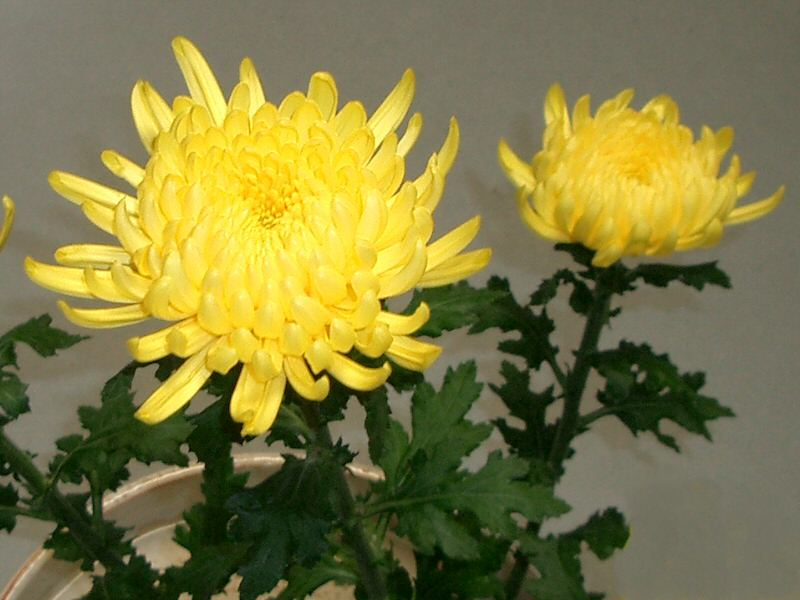
重陽の節句・菊の節句

- 重陽の節句・菊の節句（ 日本）
陽の数である奇数の極である9が2つ重なることから重陽と呼ばれ、たいへんめでたい日とされる。菊の花を飾ったり酒を飲んだりして祝った。日本以外の多くの国では現在も旧暦9月9日。
- ホロコーストと人種的暴力による犠牲者の日（ スロバキア）
- 共和国創建記念日（ 北朝鮮）
1948年のこの日、ソビエト連邦の占領統治が終了し、朝鮮民主主義人民共和国が成立した。
- 独立記念日（ タジキスタン）　1991年のこの日、タジキスタンがソビエト連邦から独立した。
- カリフォルニア州制施行記念日（英語版）（ アメリカ合衆国、カリフォルニア州）
1850年のこの日、1850年協定によりカリフォルニアが合衆国31番目の州となったことを記念する州の祝日。
- 救急の日（ 日本）
「きゅう(9)きゅう(9)」の語呂合せから、厚生省（現厚生労働省）と消防庁が1982年に制定した啓発日。救急業務や救急医療について一般の理解と認識を深め、救急医療関係者の士気を高める日。
- 世界占いの日（ 日本）
日本占術協会が1999年に制定。日付はこの日が「救急の日」で、占いは運命の「救急」であること、「重陽の節句」であることなどから[25]。
- 栗きんとんの日（ 日本）
栗きんとん発祥の地とされる岐阜県中津川市が制定。
- 重陽神事と烏相撲（ 日本）
９という「陽」の最大数が重なることから「重陽」と呼ばれる9月9日、毎年京都市北区の賀茂別雷神社（上賀茂神社）では、本殿に菊花を供えて無病息災を祈願した後、烏相撲が奉納される。烏相撲は、神社祭神の祖父賀茂建角身命が、八咫烏に姿を変えて神武天皇の東進を導いたという伝承と、悪霊退治や五穀豊穣を願う相撲が結び付いた神事とされる[26][27]。